# Igreja de São Tomé da Correlhã
A Igreja de São Tomé da Correlhã é uma igreja situada na freguesia da Correlhã, em Ponte de Lima. É adjacente à Capela de Santo Abdão e está incluída na sua Zona de Protecção.